# Gordon A. Craig
 (octobre 2018).
Si vous disposez d'ouvrages ou d'articles de référence ou si vous connaissez des sites web de qualité traitant du thème abordé ici, merci de compléter l'article en donnant les références utiles à sa vérifiabilité et en les liant à la section « Notes et références ».
Pour les articles homonymes, voir Craig.
Gordon Alexander Craig (né le 26 novembre 1913 à Glasgow et mort le 30 octobre 2005 à Portola Valley,  dans le comté de San Mateo, en Californie) est un historien et un universitaire américain d'origine écossaise, spécialiste de l'histoire moderne, possédant également la nationalité britannique et la nationalité allemande. 

## Biographie
Né à Glasgow, en Écosse, Gordon Craig émigre avec sa famille en 1925 aux États-Unis ; il devient ensuite citoyen américain.
Il étudie au Balliol College, l'un des colleges constitutifs de l'université d'Oxford au Royaume-Uni, ainsi qu'à l'université de Princeton. Devenu professeur d'université, il y enseigne l'histoire moderne, ainsi qu'à l'université Stanford.
Gordon Craig était membre de l'Académie américaine des arts et des sciences, de la Société américaine de philosophie, de l'Académie bavaroise des beaux-arts, ainsi que de la Société américaine d'histoire.
Il meurt 30 octobre 2005 à Portola Valley, en Californie à l'âge de 91 ans.

## Publications
- (en) co-edited with Edward Mead Earle and Felix Gilbert, Makers of Modern Strategy; Military Thought From Machiavelli to Hitler, 1943 (published in revised edition, 1967)
- (en) The Second Chance: America And The Peace, 1944
- (en) edited with Felix Gilbert, The Diplomats 1919—1939, 1953
- (en) The Politics of the Prussian Army 1640—1945, 1955 (published in revised edition, 1964)
- (en) From Bismarck to Adenauer: Aspects of German Statecraft, 1958
- (en) The Battle of Königgrätz: Prussia's Victory Over Austria, 1866, 1964 (published in revised edition, 1975)
- (en) War, Politics, And Diplomacy, 1966
- (en) World War I, A Turning Point In Modern History: Essays On The Significance Of The War, 1967
- (en) Europe Since 1914, 1972
- (en) Europe Since 1815, 1974
- (en) Germany, 1866-1945, 1978 (a volume in the Oxford History of Modern Europe series)
- (en) 'On the nature of diplomatic history: The relevance of some old books', in Diplomacy : new approaches in history, theory and policy ed. Paul Gordon Lauren (New York: Free Press, 1979). - p.21-42, 1979
- (en) The Germans, 1981
- (en) The End Of Prussia, 1984
- (en) edited with Peter Paret, Makers Of Modern Strategy: From Machiavelli To The Nuclear Age, 1986
- (en) The Triumph Of Liberalism: Zürich In The Golden Age, 1830-1869, 1988
- (en) Force And Statecraft: Diplomatic Problems Of Our Time, 1990
- (en) Geneva, Zurich, Basel: History, Culture & National Identity, 1994
- (en) edited with Francis L. Loewenheim, The Diplomats, 1939-1979, 1994
- (en) The Politics Of The Unpolitical: German Writers And The Problem Of Power, 1770-1871, 1995
- (en) Politics And Culture In Modern Germany, 1999
- (en) Theodor Fontane: Literature and History in the Bismarck Reich, 1999

## Récompenses et distinctions
- Bourse Rhodes (1936)
- Herbert Baxter Adams Prize de la Société américaine d'histoire. (1956)
- Bourse Guggenheim (1969)
- Prix historique de la ville de Münster (1981)
- Médaille Goethe (1987)
- Commandeur de l'ordre du Mérite de la République fédérale d'Allemagne
- Croix Pour le Mérite (ordre civil) pour les sciences et arts